# 공탁
공탁(供託)이란 법령의 규정에 의하여 금전·유가증권·기타의 물품을 공탁소(은행 또는 창고업자)에 맡김으로써 일정한 법률적 효과를 얻는 것이다. 공탁을 하는 이유에는 채무를 갚으려고 하나 채권자가 이를 거부하거나 혹은 채권자를 알 수 없는 경우, 상대방에 대한 손해배상을 담보하기 위하여 하는 경우, 타인의 물건을 보관하기 위하여 하는 경우 등이 있다. 공탁의 절차는 공탁법에 정해져 있다. 국세기본법상 금전 또는 유가증권을 납세담보로 제공하고자 하는 자는 이를 공탁하고 그 공탁수령증을 세무서장에게 제출하여야 한다. 공탁제도는 피공탁자가 특정되어야 함이 원칙이다.

## 판례
- 특정채권에 대하여 채권양도의 통지가 있었으나 그 후 통지가 철회되는 등으로 채권이 적법하게 양도되었는지 여부에 관하여 의문이 있어 민법 제487조 후단의 채권자 불확지를 원인으로 하는 변제공탁 사유가 생긴다.[2]
- 공탁자가 공탁원인으로 들고 있는 사유가 법률상 효력이 없는 것이어서 공탁이 부적법하다고 하더라도 그 공탁서에서 공탁물을 수령할 자로 지정된 피공탁자가 그 공탁물을 수령하면서 아무런 이의도 유보하지 아니하였다면 특별한 사정이 없는 한 공탁자가 주장한 공탁원인을 수락한 것으로 보아 공탁자가 공탁원인으로 주장한 대로 법률효과가 발생한다.[3]
- 공탁된 토지수용보상금의 수령에 관한 이의유보의 의사표시의 상대방은 반드시 공탁공무원에 국한할 필요가 없고 보상금 지급의무자인, 기업자도 상대방이 된다.[4]

## 같이 보기
- 변제공탁
- 대한민국 민법 제487조 변제공탁의 요건, 효과